# Svetislav Tisa Milosavljević
Svetislav Tisa Milosavljević (Niš, 7. rujna 1882. – Beograd, 28. srpnja 1960.) prvi ban Vrbaske banovine
Svetislav Tisa Milosavljević, stariji sin bogatog niškog trgovca Tome Milosavljevića i njegove supruge Vasilije, rođene Popović, kao ponajbolji gimnazijalac planirao je studirati tehniku i postati inženjer, ali ga je očev financijski slom primorao da se opredijeli za vojni poziv. Iako se u uniformi našao silom prilika, zavolio je časničku službu pa se stalno, teoretski i praktično, usavršavao, tako da je izrastao u općepriznati autoritet za pitanja vojnog prometa, uz istovremeno napredovanje koje će mu krajem 1925. godine donijeti i čin brigadnog generala. 
Zahvaljujući mnogo puta potvrđenoj stručnosti i revnosti, kralj Aleksandar ga je u prosincu 1926. godine izabrao za ministra prometa, ali ga je zaobišao pri rekonstrukciji vlade u srpnju 1928. godine, iako je za prethodnih 19 mjeseci Milosavljević ostvario odlične rezultate i započeo nekoliko kolosalnih projekata od kojih se izdvajaju Pančevački most na Dunavu, palača Ministarstva prometa, a posebno, drugi kolosijek pruge Beograd-Zagreb od prijestolnice Srbije do Novske koji je već za njegova mandata priveden kraju. 
Jugoslavenski monarh se marljivog i energičnog Milosavljevića ponovo sjetio u listopadu 1929. godin, kada ga je postavio za namjesnika u jednoj od devet novoformiranih banovina – u Vrbaskoj. Taj izbor nipošto nije bio slučajan: kralj je vrlo dobro znao da vrlo siromašnoj Vrbaskoj banovini treba vođa, koji će ojačati povjerenje odanih, pridobiti kolebljive i suzbiti oponente, koji će razbuditi uspavane narodne snage i tako Mrkonjića Krajinu povući iz preduge učmalosti. Na sreću tadašnjih pa i potonjih Krajišnika, ponajviše Banjalučana, kraljev izbor pao je na Svetislava Tisu Milosavljevića. 
Prvi ban je u Banju Luku došao na Mitrovdan, 8. studenog 1929. godine i to vlakom, bez ikakve pompe i pratnje. Još istog dana prošetao je gradom i iskusnim građevinskim okom mjerkao gdje i što bi se moglo i moralo činiti u toj neizgrađenoj i zapuštenoj varoši. Odmah je zasukao rukave i za kratko vrijeme uz znatnu državnu financijsku pomoć postigao ogromne iskorake u razvoju cijele banovine, a posebno njenog sjedišta – Banje Luke.  
Milosavavljevićevi najveći neposredni mecenski podvizi, koji su donijeli i ime banjalučki Periklo su: Banska palača (danas Gradska uprava), Banski dvor, kazalište (osnovano 1930. godine, a današnje zdanje podignuto 1934. godine), Higijenski zavod, objekti Učiteljske i Poljoprivredne škole, istočno krilo ondašnje Gimnazije, te sedam stambenih zgrada za činovnike (u današnjoj Aleji svetog Save i kod Pošte). Navedenom valja dodati i: osnivanje banovinskog Muzeja, udruženja za turizam, Obrtničke i Trgovačke komore, kao i pokretanje Vrbaskih novina i Književne Krajine. 
Povrh toga, širom banovine podignuto je oko 160 osnovnih škola i nekoliko drugih prosvjetnih ustanova te mnogi drugi gospodarski, upravni, kulturni, zdravstveni i higijenski objekti, a na tvrdim i proširenim putevima sagrađene su stotine željeznih, armirano-betonskih i drvenih mostova, propusta, podzida itd. Iako nije bio neposredni investitor, graditelj ili osnivač, ban Milosavljević je stekao ogromne zasluge i za nastanak banjalučkog Gradskog parka sa spomenikom Petru Kočiću, za dogradnju hotela Bosna, asfaltiranje i osvjetljenje ulica, gradnju Sokolskog doma, Gradske općine, hotela Palas i, uopće, za sveukupni polet Banje Luke. Tom svojom djelatnošću prvi ban Vrbaske banovine uljepšao je lice i oplemenio dušu grada, a tko zna šta bi još uradio da 18. travnja 1934. nije po drugi put stao na čelo prometnog resora u novoj jugoslavenskoj vladi. 
Poslije banovanja, Svetislav Tisa Milosavljević je još samo jednom posjetio Banju Luku – na Spasovdan, 18. svibnja 1939. godine, kada se odazvao pozivu banjalučke pravoslavne crkvene općine i došao kumovati veličanstvenom Sabornom hramu za čije podizanje je, također imao zasluge. Za svega četiri i pol godine provedene u tom gradu postao je jedna od najznačajnijih i najsvjetlijih figura njegove ukupne prošlosti.